# USS Mississippi (1841)
El USS Mississippi fue un vapor de ruedas, y el primer buque de la Armada de los Estados Unidos en recibir dicho nombre en honor al río Mississippi. Su quilla fue puesta en grada en el astillero naval de Filadelfia en 1839 bajo la supervisión del comodoro  Matthew Perry. Fue alistado el 22 de diciembre de 1841, con el capitán W. D. Salter al mando y se produjo su botadura pocas semanas después.

## Historial

### Guerra mexicano-estadounidense
Tras varios años de servicio en la Home Squadron durante los cuales participó en experimentos cruciales en el desarrollo de la propulsión a vapor en la Armada de los Estados Unidos, el Mississippi fue destinado a la escuadra de las Indias Occidentales en 1845 como buque insignia del comodoro Perry. Durante la guerra mexicano estadounidense, tomó parte en expediciones contra las localidades de Alvarado, Tampico, Pánuco, y Laguna de Términos, todas ellas exitosas, lo que permitió a los estadounidenses controlar la costa mexicana e interrumpir el comercio y suministro de pertrechos militares.
Retornó a Norfolk para realizar reparaciones el 1 de enero de 1847, posteriormente arribó a Veracruz el 21 de marzo con Perry a bordo para tomar el mando de la flota estadounidense que participó en operaciones de desembarco durante el cerco de Veracruz, proporcionando fuego artillero y parte de su tripulación para el desembarco, que logró la rendición de la ciudad tras cuatro días de asedio. Durante el resto de la contienda, el Mississippi contribuyó con su artillería, parte de su tripulación y sus embarcaciones menores durante una serie de ataques contra la costa este de México y tomó parte en la captura de Tabasco en junio.

### Misión a Japón
El Mississippi navegó por el mar Mediterráneo durante 1849–1851, llevando en ese periodo a Luis Kossuth al exilio. Posteriormente retornó a los Estados Unidos para preparar su servicio como buque insignia del comodoro Perry en su expedición a Japón. La escuadra partió de Hampton Roads el 24 de noviembre de 1852, y siguió la ruta Madeira, Cabo de Buena Esperanza, Hong Kong, y arribó a Shanghái el 4 de mayo de 1853.
La escuadra tenía órdenes de dirigirse a las Islas Ryukyu y Bonin, para entrar posteriormente en la bahía de Tokio lo que sucedió el 8 de julio de 1853. El comodoro Perry dirigió una de las más difíciles operaciones naval/diplomática de la época, logrando la apertura de Japón que era totalmente opuesto hasta ese momento a abrirse al comercio y a las influencias occidentales, iniciando el período conocido en ese país como Bakumatsu. Tras navegar por el lejano oriente, el Mississippi y su escuadra retornaron a Japón el 12 de febrero de 1854 y el 31 de marzo se firmó el tratado de Kanagawa .
El Mississippi retornó a  Nueva York el 23 de abril de 1855, y partió de nuevo para el lejano oriente el 19 de agosto de 1857. Con base en Shanghái se dedicó a realizar patrullas y apoyar los intereses económicos estadounidenses en el lejano oriente. Durante la segunda guerra del Opio, como buque insignia del comodoro Josiah Tattnall, estuvo presente en el ataque francobritánico al fuerte chino de Taku en junio de 1859, y dos meses después, desembarcó tropas en Shanghái cuando el cónsul estadounidenses solicitó su ayuda para restablecer el orden en la ciudad, desgarrada por la guerra civil. Retornó a Bostón para ser puesto en reserva en 1960, pero fue devuelto al servicio activo cuando la guerra de secesión parecía ya inevitable.

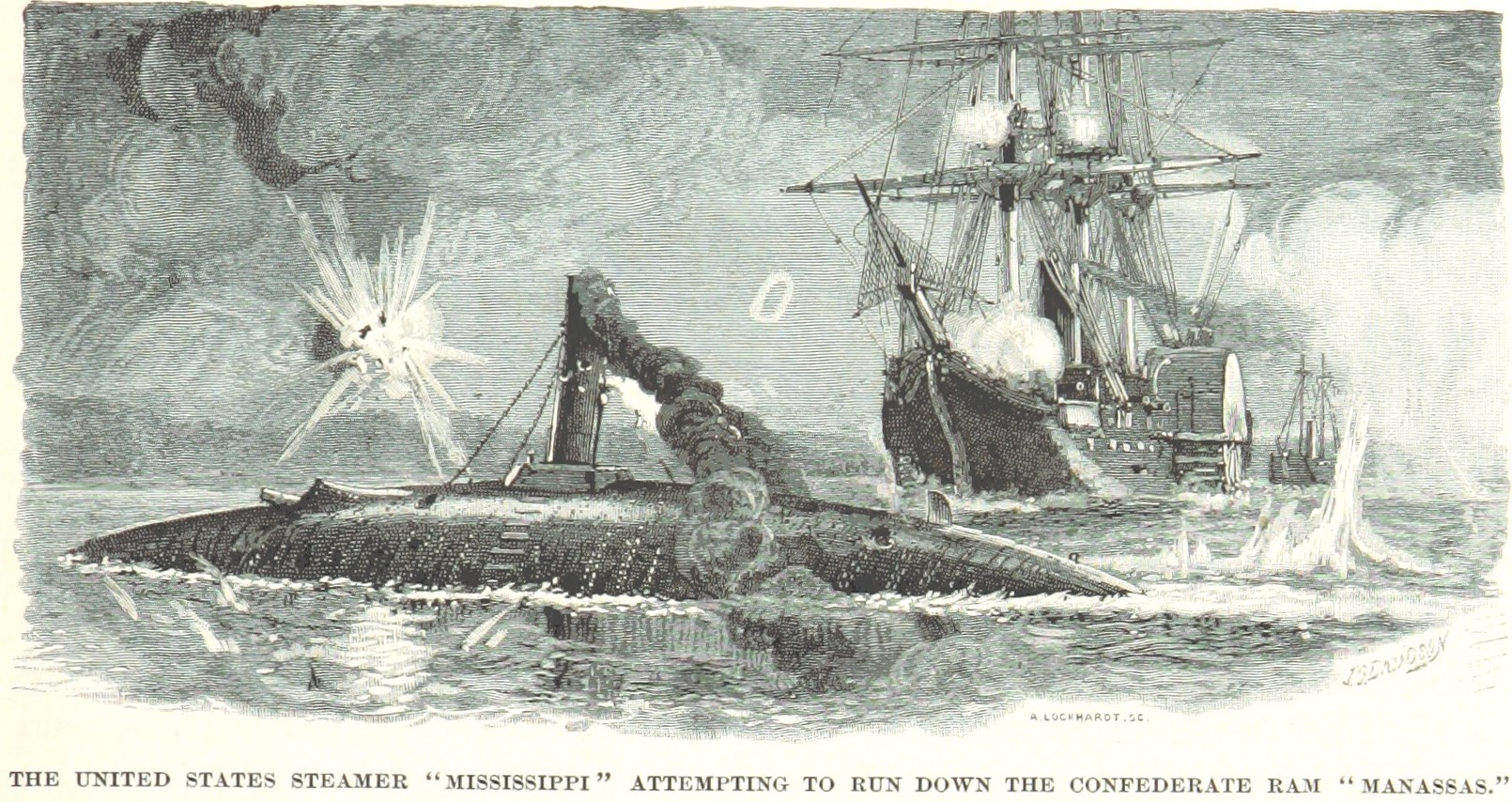
Grabado de la destrucción del CSS Manassas por el Mississippi

### Guerra Civil
Arribó a Key West, Florida, para establecer un bloqueo naval el 8 de junio de 1861, y cinco días después, realizó su primera captura, la goleta Forest King que transportaba café desde  Río de Janeiro a Nueva Orleans, Luisiana. El 27 de noviembre, en el paso noreste del Mississippi, participó junto al Vincennes en la captura del buque de transporte Empress, con la misma carga, origen y destino que el anterior. La siguiente primavera, se unió a la escuadra de David Farragut para planear un asalto contra Nueva Orleans. Tras varios intentos, junto al Pensacola, el 7 de abril de 1862 superó con éxito los bancos de arena de Southwest Pass, convirtiéndose en los mayores buques en navegar por el Mississippi hasta ese momento.
Farragut llevó su flota río arriba y participó en el enfrentamiento clave con los fuertes Jackson y Saint Phillip del 24 de abril, durante el cual, el  Mississippi abordó al ironclad confederado Manassas y lo destruyó con dos poderosas andanadas. La ciudad estaba condenada y el Mississippi, debido a su gran calado, no era adecuado para operar río arriba, por lo que pasó la mayor parte del año siguiente en Nueva Orleans.
Finalmente, se le ordenó proceder aguas arriba para operar contra Port Hudson. El Mississippi zarpó junto a seis buques menores, que navegaban en parejas, mientras que el Mississippi avanzaba en solitario. El 14 de marzo de 1863 encalló mientras intentaba pasar entre los fuertes que custodiaban Port Hudson. A pesar de los esfuerzos para reflotar el buque realizados bajo fuego enemigo, su maquinaria fue destruida y fue incendiado para evitar su captura por las fuerzas confederadas. Cuando las llamas alcanzaron los pañoles de munición, el buque estalló y se hundió con 64 de sus tripulantes. Los buques cercanos pudieron rescatar a 223 tripulantes.